# Кравченко, Фёдор Тихонович (Герой Советского Союза)
Фёдор Ти́хонович Кра́вченко (10 июня 1910, Майское, Валуйский уезд, Воронежская губерния, Российская империя — 10 декабря 1966, Волчанск, Харьковская область, Украинская ССР, СССР) — капитан Рабоче-крестьянской Красной Армии, участник Великой Отечественной войны, Герой Советского Союза (1943).

## Биография

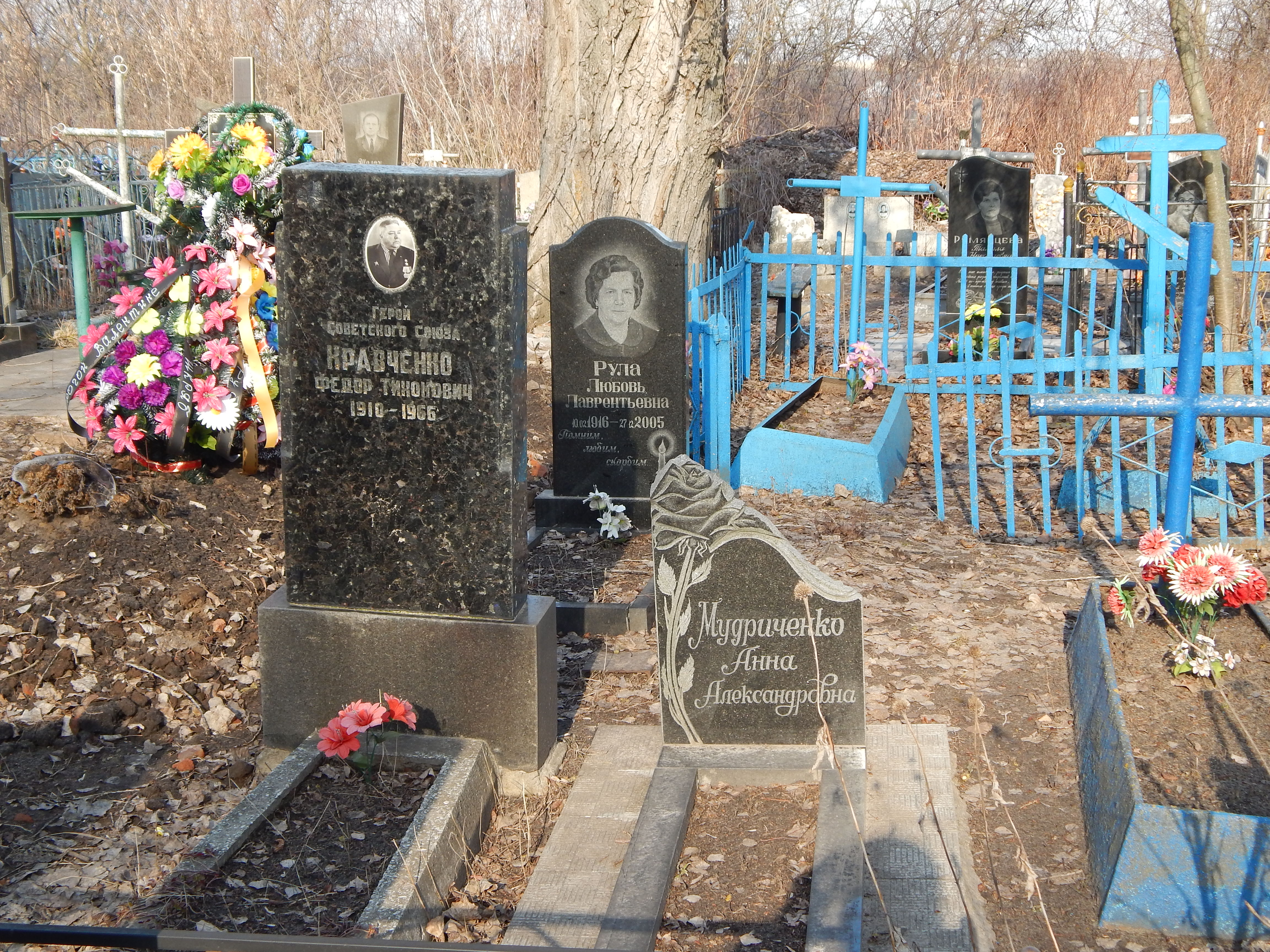
Могила Кравченка в Волчанске.

Фёдор Кравченко родился 10 июня 1910 года в селе Майское (ныне — Валуйский район Белгородской области). Получил начальное образование, после чего работал сначала в сельском хозяйстве, затем на железной дороге. В 1934—1936 годах проходил службу в Рабоче-крестьянской Красной Армии. В июле 1941 года Кравченко повторно был призван в армию. С того же года — на фронтах Великой Отечественной войны. К июлю 1943 года лейтенант Фёдор Кравченко командовал пулемётным взводом 518-го стрелкового полка 129-й стрелковой дивизии 63-й армии Брянского фронта. Отличился во время Курской битвы.
11-12 июля 1943 года Кравченко участвовал в прорыве немецкой обороны в районе сёл Вяжи-Заречье и Сетуха Новосильского района Орловской области, первым со своим взводом ворвавшись в немецкие траншеи и лично уничтожив 6 немецких солдат. Когда из строя выбыл командир роты, Кравченко заменил его собой. Под его командованием подразделение отразило большое количество немецких контратак, освободив деревню Большой Малиновец Залегощенского района.
Указом Президиума Верховного Совета СССР от 27 августа 1943 года за «образцовое выполнение боевых заданий командования на фронте борьбы с немецкими захватчиками и проявленные при этом мужество и героизм» лейтенант Фёдор Кравченко был удостоен высокого звания Героя Советского Союза с вручением ордена Ленина и медали «Золотая Звезда» за номером 1707.
После окончания войны в звании капитана Кравченко был уволен в запас. Проживал в городе Волчанске Харьковской области Украинской ССР, находился на различных партийных и хозяйственных должностях. Умер 10 декабря 1966 года, похоронен в Волчанске.
Был также награждён орденом Красной Звезды и рядом медалей.

## Память

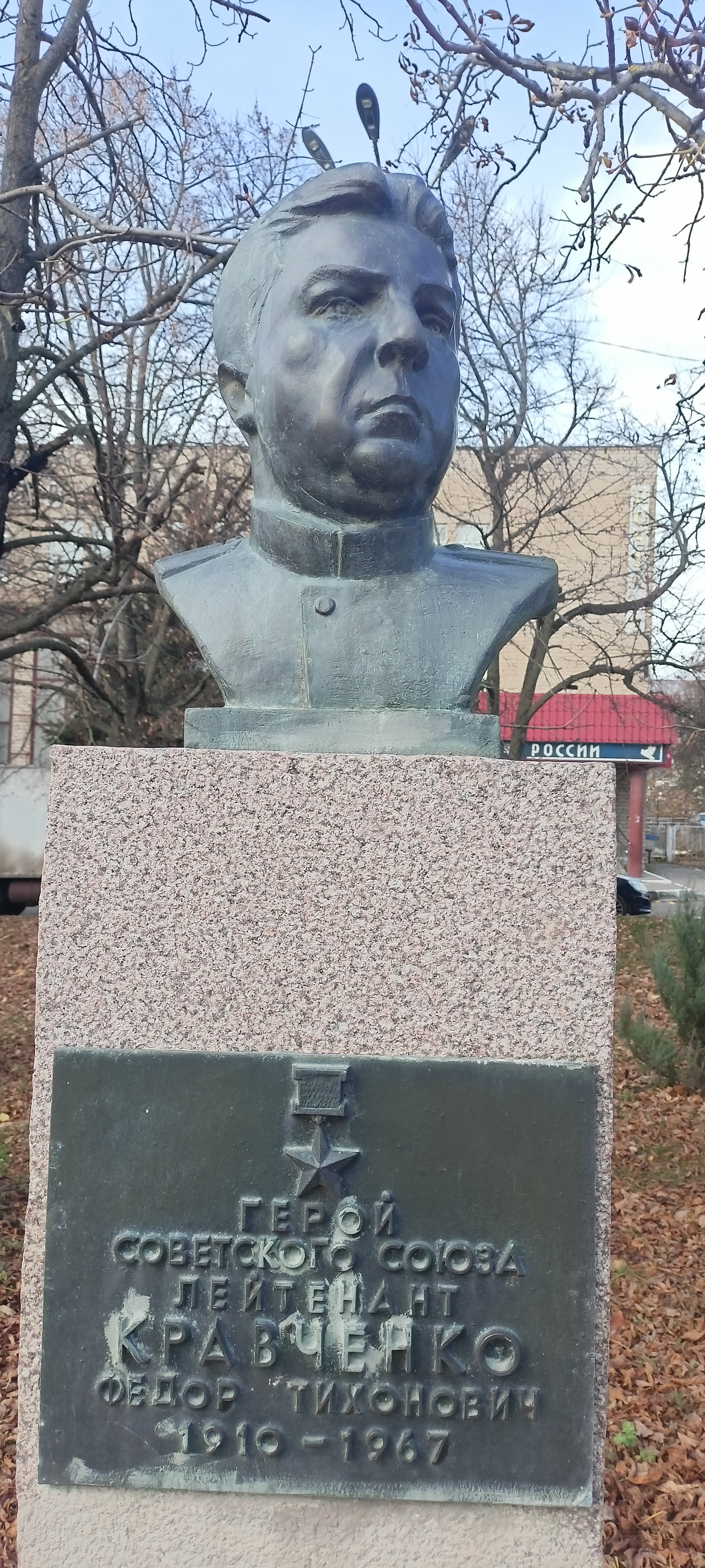

В честь Кравченко в Валуйках установлен его бюст.